# Telis Mistakidis
Aristotelis Telis Mistakidis (griechisch Αριστοτέλης Μυστακίδης) (* 1962 in Rom) ist ein griechischer Metallhändler, der als Mitarbeiter von Glencore zum Milliardär wurde. Er besitzt die griechische und britische Staatsangehörigkeit.

## Leben
Mistakidis wurde in Italien geboren, wo sein Vater, ein Meeresbiologe, für die Vereinten Nationen arbeitete. Er studierte an der London School of Economics and Political Science.

## Karriere
Mistakidis arbeitete sechs Jahre lang als Metallhändler für Cargill. 1993 trat er in die Firma Marc Rich & Co ein, kurz bevor es zu einem Management-Buyout kam und die Firma in Glencore umbenannt wurde. Er arbeitete in der Zink-, Kupfer- und Bleiabteilung, wo er 2000 Co-Leiter wurde. Beim Börsengang von Glencore im Mai 2011 wurde er zum Milliardär. Er besaß 3 % der Anteile von Glencore. Laut Forbes hat Mistakidis ein Gesamtvermögen von 3,2 Milliarden US-Dollar (Stand: November 2023).
Mistakidis ist im Vorstand von Glencore, von Mopani Copper Mines Limited, von Portovesme SRL und von Recylex SA. Er ist Berater von Katanga Mining und Xstrata plc.
Im Dezember 2018 zog sich Mistakidis als Leiter des Kupfermarketings von Glencore zurück.
Im Jahr 2021 investierte Mistakidis zusammen mit dem US-Milliardär John Paulson in Griechenlands zweitgrößte Bank Piraeus Bank. Er hält einen Anteil von 5,14 % an der Bank, und Mistakidis unterstrich mit der Investition in Höhe von 31 Millionen Euro sein Vertrauen in die griechische Volkswirtschaft.

## Persönliches Leben
Mistakidis ist verheiratet, hat ein Kind und lebt in Zug, Schweiz.
Im Jahr 2015 kaufte Mistakidis für über 46 Millionen Pfund eine von Christian und Nick Candy entworfene Maisonette-Wohnung am Chesham Place in Belgravia, London, die damals zu den teuersten Immobilien gehörte, die jemals in Großbritannien verkauft wurden.